# سيرجي
سيرجي (بالفرنسية: Cergy) هي بلدية فرنسية تقع في إقليم فال دواز في منطقة إيل دو فرانس وتقع في شمال فرنسا وهي تبعد عن باريس بضع كيلوميترات وتعتبر اليوم ضاحية للأخيرة ويقطنها حوالي 56108 نسمة حسب إحصائيات سنة 2008.

## توأمة
لسيرجي اتفاقيات توأمة مع كل من:
- إركرات
- كولومبيا
- لياويانغ
- بورتو نوفو
- تريس كانتوس
- West Lancashire [الإنجليزية]‏

## روابط
- الموقع الرسمي لعمادة المدينة